# Сергій Коровайний
Сергій Коровайний — український фотожурналіст, який відомий своєю роботою у висвітленні російсько-української війни.

## Життєпис
Постійний дописувач Wall Street Journal. Роботи представлені в численних виданнях та організаціях, таких як Time Magazine, National Geographic та ООН.
У 2022 році став лавреатом премії Джеймса Фолі за репортаж про конфлікти.
До війни працював переважно над екологічною документальною журналістикою в Україні.
Стипендіат програми Фулбрайта, отримав ступінь магістра мистецтва з фотографії в Сіракузькому університеті.